# الكأس الإقليمي الإيراني 1970-71
الكأس الإقليمي الإيراني 1970-71 هو أول دوري وطني لكرة القدم في إيران. أشرف على تنظيمه اتحاد إيران لكرة القدم، وفاز فيه تاج (استقلال طهران).